# 번개 7호
번개 7호는 조선민주주의인민공화국의 지대공 미사일이다.

## 역사
2021년 9월 30일, 조선민주주의인민공화국이 신형 지대공 미사일을 시험발사했다.
조선민주주의인민공화국 국방과학원은 "쌍타조종기술과 2중 임풀스 비행발동기를 비롯한 중요 새 기술 도입으로 미사일 조종체계의 속응성과 유도 정확도, 공중 목표 소멸거리를 대폭 늘인 신형 반항공미사일의 놀라운 전투적 성능이 검증되었다"며 "이번 종합시험이 전망적인 각이한 반항공미사일 체계 연구개발에서 대단히 실용적인 의의를 가지는 시험으로 된다"고 밝혔다.
김동엽 경남대학교 극동문제연구소 교수는 "북한이 시험발사한 미사일은 2020년 노동당 창건 75주년 열병식에서 공개한 것"이라며 "(개발에 성공한다면) 중장거리 대공 방어체계인 러시아판 사드(THADD·고고도미사일방어)로 불리는 S-400 계열과 비교할 수 있을 것"이라고 분석했다.
조선민주주의인민공화국은 2020년 10월 열병식에서 ‘번개-7호’를 공개했다. 기존의 번개 5호보다 발사관이 길고, 이동식 차량발사대(TEL)에 탑재하는 미사일 수도 더 늘었다.

## 같이 보기
- 번개 5호
- 번개 6호
- KS-172